# Blanka Stajkow
Blanka Stjakow også kendt som Blanka (født 23. maj 1999) er en polsk sangerinde og model. Hun har repræsenteret Polen i Eurovision Song Contest 2023 med sangen "Solo" og fik en 19. plads i Finalen.